# Pártázat (építészet)

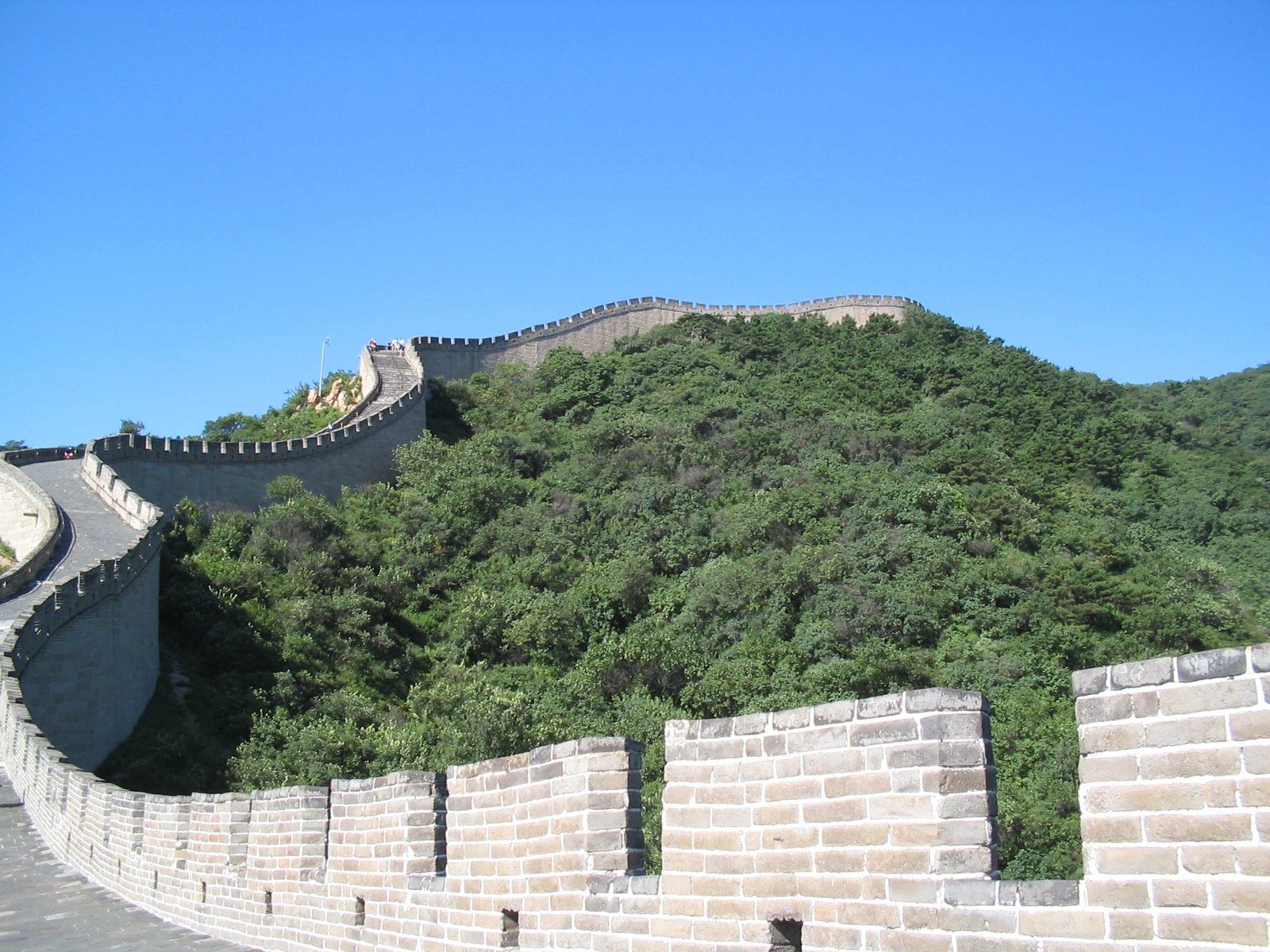
A kínai nagy fal egy szakasza

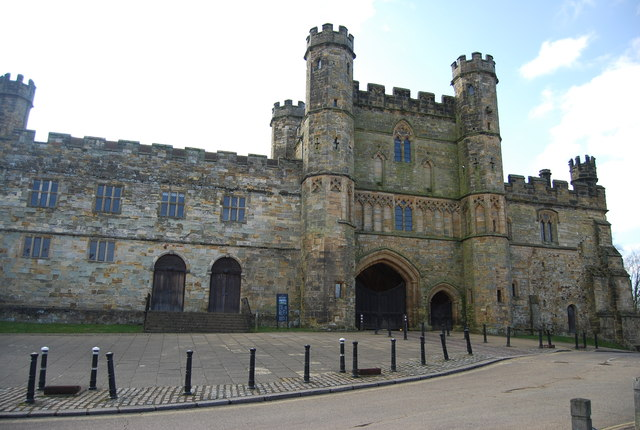
A Battle Abbey kapubástyája Kelet-Sussexben

A pártázat (latin szóval: merlatúra) az épületek homlokfalának felső szegélyéből kiugró, változatos formájú, az épület díszítésére való kis ormok sora. A reneszánsz építészet jellegzetes díszítőeleme, az attika egyik fajtája. Egyes források az „attika ”és a „pártázat ”kifejezéseket szinonimaként alkalmazzák.
Nem tévesztendő össze a szó tengerészeti jelentésével, ami a hajók külső oldalát rendszerint a felső fedélzet szintjében körülvevő és abból kiálló, vastag léc, amelynek az a rendeltetése, hogy kikötéskor a hajó törzsét az ütődéstől megóvja.
A falak karimáján kialakított, lőrésekkel áttört, tört vonalú mellvédeket jellemzően a templomok, várkastélyok, patríciusházak homlokzatának díszítésére alkalmazták (MNL).
Róla kapta nevét a közép-európai késő reneszánsz építészet egyik ága, a pártázatos reneszánsz (MNL). Ez a stílust a 16–17. században olasz mesterek terjesztették el Közép- és kelet-Európa országaiban. A 20. század elején kísérleteztek a stílus felújításával pártázatos neoreneszánsz néven.

## Kialakulása, története
Már az ókori civilizációk építészetében megjelent. Egyiptomi változata a homorú pártázat (olasz kifejezéssel: cavetto cornice). Az asszír és babiloni építészek a pártázatot rendszerint téglából rakták.
Európában közvetlen elődje a kései ókor és a középkori építészetében, különösen a romanikában alapvetően védő funkcióval bevezetett mellvéd, ami a várfalak gyilokjáróin közlekedő, illetve harcoló katonákat védte a belövésektől, alapvetően az ellenség nyilaitól. Hasonló elemeket találunk az i.e. 3. században épült kínai nagy fal tetején is. A tűzfegyverek elterjedésével ez a védő funkció elhalványult, és a díszítő jelleg került előtérbe. A későbbi historizáló, klasszicista és neoklasszicista stílusú épületeknél kiváltképp gyakori.
Díszítőelemként önállósulva került át a belsőépítészetbe, különösen kandallók és kályhák díszeként. Így például a Kisalföldön és a Dunántúli-középhegységben épített kályhák testét fölül tagolt felületű párkányzattal fogták össze. Széles körben alkalmazták vallásos épületeken: oltárokon, szarkofágokon stb.

## Típusai
Magyarországon két fajtáját különböztetjük meg:
1. A német-cseh-sziléziai típus az oromfalak tagolására, díszítésére szolgált a magas tetők előtt, és többnyire félkörös formákat használt. A földrajzi közelség okán ez főleg Nyugat-Magyarországon terjedt el. Ilyenek például a kőszegi Fő tér 16-17. században épült, sgraffito homlokzatdíszes polgárházai és a pozsonyi városháza udvarának 1573–1581 között készült, félköríves elemekből álló pártázata.
2. A lengyel típus horizontális jellegű; az ilyen pártázat általában vízszintes vakárkádsor felett húzódik lapos, belső vízelvezetésű tetőkön. Ez a típus főleg a Felvidék keleti részén és Erdélyben terjedt el (egykori elnevezései „olasz fok”, illetve „lengyel végződés” (Szabadbölcsész).